# Anuna De Wever
Anuna De Wever (Mortsel, 2001) é uma estudante belga e ativista climática, uma das principais figuras da Fridays for Future na Bélgica. 

## Biografia
De Wever nasceu em Mortsel na Bélgica. Com Kyra Gantois e Adélaïde Charlier, De Wever tornou-se uma das principais figuras da greve das escolas pelo clima na Bélgica.  Como resultado, de fevereiro a maio de 2019, ela teve uma coluna semanal na revista HUMO.
Em outubro de 2019, De Wever estava entre os mais jovens ativistas climáticos no navio Regina Maris para uma viagem transatlântica de baixo carbono à Conferência das Nações Unidas sobre Mudança Climática de 2019 em Santiago no Chile. 
Após as greves escolares na Bélgica, a ministra flamenga do meio ambiente, Joke Schauvliege cuja orientação política é de centro-direita, foi obrigada a renunciar após alegar falsamente que o Serviço de Segurança do Estado Belga possuía informações indicando que as crianças que protestavam pelo clima estavam sendo dirigidas por poderes não identificados  
As diferenças pessoais levaram a uma fratura dentro do movimento belga Juventude pelo Clima, com a saída da co-fundadora Kyra Gantois em agosto de 2019. 
A fama que De Wever ganhou com as greves pelo clima levou-a a ser pessoalmente atingida pela extrema-direita, principalmente com jovens atirando garrafas de urina nela durante o festival de música de Pukkelpop e saqueando as tendas dos frequentadores dos festivais.  Os jovens militantes carrgaram uma variante da Bandeira da Flandres que exclui todos os elementos vermelhos e que é usada pelo Movimento Flamengo.  

## Prêmios
- Em maio de 2019, De Wever e Kyra Gantois receberam em conjunto o Arkprijs van het Vrije Woord.[9]
- Em setembro de 2019, De Wever e Adélaïde Charlier receberam o Prêmio Embaixador da Consciência da Anistia Internacional em nome da Juventude pelo Clima. [10]